# Silicon Valley Bank

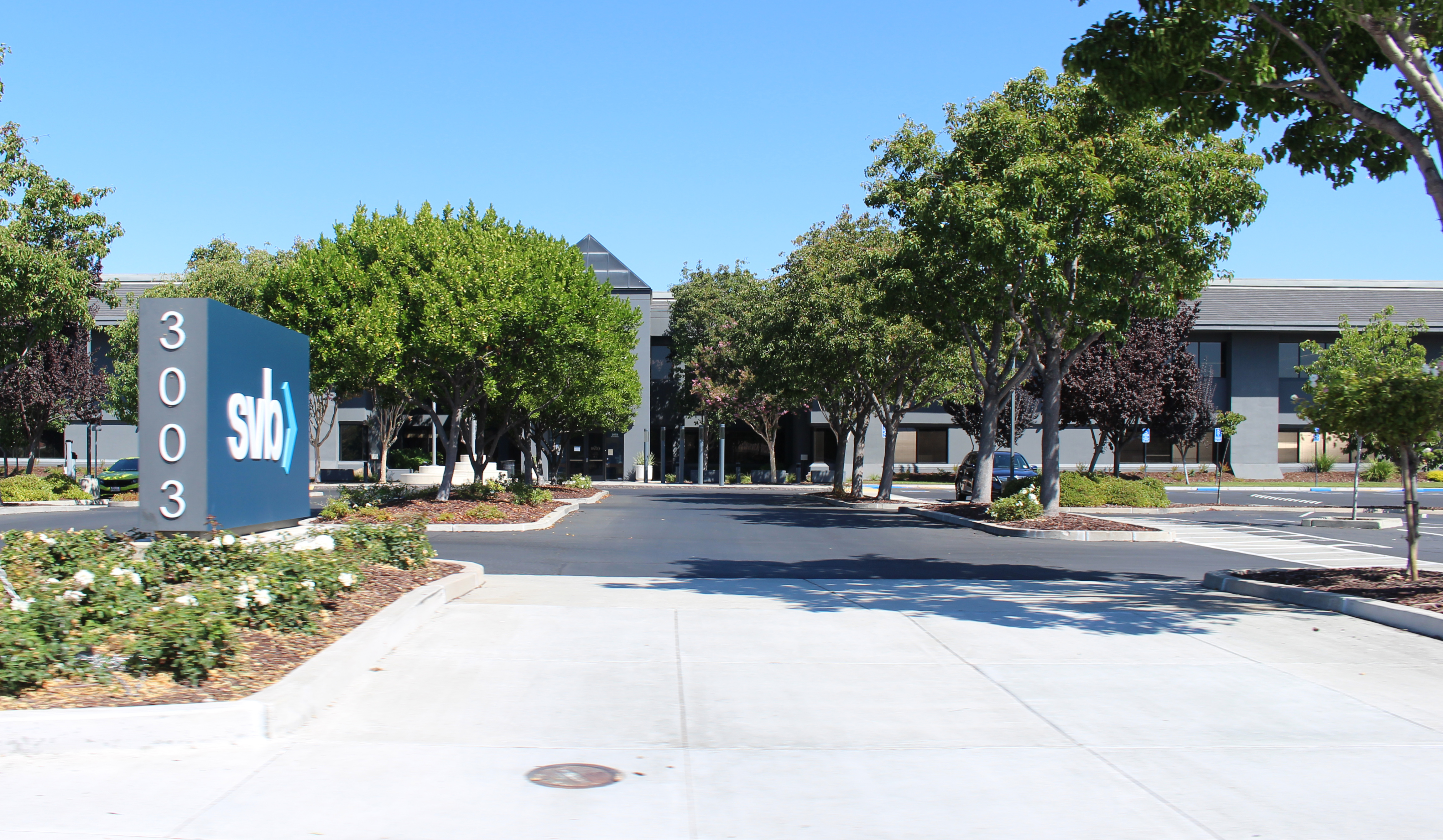
Silicon Valley Banks huvudkontor.

Silicon Valley Bank var en amerikansk affärsbank bildad 1983 med huvudkontor i Santa Clara, Kalifornien. Banken var långivare till många techbolag och nystartade företag. Efter en bankrusning den 10 mars 2023 stängdes Silcon Valley Bank av amerikanska myndigheter vilket ledde till en kraftig nedgång på amerikanska S&P 500s aktieindex. Banken var den största amerikanska att gå under sedan Finanskrisen 2007–2008.
Det svenska pensionsbolaget Alecta var en storägare i banken och förlorade över 6 miljarder kronor efter kollapsen.